# Un uomo, una donna oggi
Un uomo, una donna oggi (Un homme et une femme, 20 ans déjà) è un film del 1986 diretto da Claude Lelouch, sequel del film risalente a vent'anni prima Un uomo, una donna.

## Trama
Anne Gauthier e Jean-Louis Duroc si incontrano di nuovo dopo vent'anni, lei diventata produttrice cinematografica e lui organizzatore di rally. Scoprono di amarsi ancora una volta ma che il tempo separa - davvero - quelli che si amano.

## Produzione
L'opera è il seguito del film Un uomo, una donna (Un homme et une femme) del 1966, sempre di Lelouch, e che ebbe un grande successo di pubblico.
Nel 2019 il regista gira un nuovo capitolo della storia di Anne e Jean-Louis, sempre coi medesimi interpreti (Anouk Aimée e Jean-Louis Trintignant, intitolato I migliori anni della nostra vita (Les plus belles années d'une vie).